# Veolia
Veolia (autrefois Veolia Environnement, Vivendi Environnement et précédemment Compagnie générale des eaux) est une multinationale française, chef de file mondial[Quoi ?] des services collectifs. Veolia commercialise des services de gestion du cycle de l'eau, gestion et valorisation des déchets et gestion de l’énergie à une clientèle composée de collectivités locales et d'entreprises.
En 2024, le groupe Veolia emploie de 215 000 salariés sur les cinq continents pour un chiffre d'affaires de 44,692 milliards d'euros et un résultat net de 1 530 millions d'euros. L'entreprise est cotée à la bourse de Paris sous l'indice VIE  et l'a été à la bourse de New York jusqu'à son retrait volontaire en 2014. Estelle Brachlianoff est directrice générale depuis juillet 2022. Antoine Frérot est président.
Fin 2020, Veolia reprend 29,9 % de son concurrent Suez, une fusion dont les termes sont signés en mai 2021.

## Historique

### Compagnie générale des eaux (CGE)
Veolia a comme ancêtre la Compagnie des Eaux de Paris des frères Périer, qui fut au cœur des grandes spéculations de la fin du règne de Louis XVI. La Compagnie générale des eaux naît plus tard du décret impérial de Napoléon III, le 14 décembre 1853, la ville de Lyon s'engageant à acheter de l'eau (10 000 m³) à des conditions fixées par avance (17 francs le m³), non révisables sur 20 ans. C'est la première concession d'eau de l'Histoire.
À Paris, la Compagnie n'obtient pas la concession, le préfet Haussmann préférant créer un service municipal de production et de distribution de l'eau. La Compagnie générale des eaux ayant racheté les compagnies des eaux de Montmartre et des Batignolles, l'extension du périmètre de Paris, en 1859, conduit l'année suivante à un accord avec la municipalité (régime dit de la « régie intéressée »), une concession de 50 ans de la gestion des eaux de Paris.
Lorsque l’ozone commence à remplacer le chlore pour filtrer et stériliser l’eau à partir de 1905, le Centre de recherche sur l'eau, du Centre de recherche sur l'énergie et la propreté (CRECREP) est créé. Au début des années 1950, la Compagnie générale des eaux dessert 8 millions de foyers français en eau potable via un réseau de 10.000km de canalisation, et se lance dans les services de la collecte des ordures ménagères, ainsi que la gestion de sites de traitement. À la fin des années 1960, l'entreprise démarre l'exploitation de centres d'incinération, suivi de la création de la SARP en 1975 pour le traitement des déchets dangereux.
En 1980, l'entreprise regroupe ses activités de l'eau au sein de l'Omnium de Traitement et de Valorisation (OTV), puis reprend la Compagnie générale d'entreprises automobiles (CGEA devenue Connex et Onyx en 1989, et diversifiée dans la collecte des ordures ménagères depuis 1919) et la Compagnie générale de chauffe (devenue Dalkia). Le groupe met en place ses premières déchetteries en 1986.
En 1994, la CGE lance la construction du campus l'Institut de l'Environnement Urbain (IEU) à Jouy-le-Moutier (Val-d'Oise) qui ouvre l’année suivante.

### Diversification
De 1976 à 1996, la Compagnie générale des eaux se développe dans de nouveaux métiers sous la présidence de Guy Dejouany. Au début des années 1980, avec la politique de décentralisation, le vaste marché des collectivités locales s'ouvre au groupe qui se diversifie en investissant dans la gestion des déchets, l'énergie, les transports, la construction et l'immobilier. Elle est alors spécialisée dans les délégations de services publics et les commandes des pouvoirs publics, proche des milieux politiques et dépendante des commandes de l'État et des collectivités territoriales.
En 1983, elle participe à la création de Canal+, la première chaîne de télévision payante en France. En 1989, elle prend le contrôle de la Société générale d'entreprises (SGE) et dans les années 1990, elle commence à investir dans les télécommunications et les médias. En 1996, elle crée Cegetel, une société de téléphonie fixe et mobile, possédant les marques Tam Tam (pager), Le 7 (téléphone) et SFR (mobile). Elle entre dans le capital d'AOL Europe. Via sa société Sithe Energies, le groupe investit dans la production électrique aux États-Unis.
Toutefois, au milieu des années 1990, la Générale des eaux reste une société qui se concentre sur le marché français.

### Vivendi Environnement

Logo 2000-2003

En 1994, Guy Dejouany choisit comme successeur une personne extérieure au groupe : Jean-Marie Messier. Ce jeune (38 ans) associé-gérant de Lazard, qui a travaillé sur plusieurs opérations pour la Générale des eaux, en devient directeur général administrateur. Son accès à la présidence du groupe est programmée pour juin 1996,.
Le nouveau président décide d'investir dans les nouvelles technologies et les médias. En 1996, Messier cède 25 % de Cegetel (propriétaire de SFR) à British Telecom. En 1997, Messier vend les cliniques de la Compagnie Générale des Eaux. Début 1998, la CGE se rapproche d'Havas, lui aussi plus que centenaire, renforçant ainsi sa participation dans Canal+ et acquérant du même coup des actifs dans la publicité et les jeux vidéo,.
En mai 1998, la Compagnie Générale des Eaux change son nom en Vivendi. Le groupe compte alors deux pôles d'activités, la communication et l'environnement :
- Vivendi Communication : pôle communication comprenant Cegetel, Havas et le groupe Canal+. En 2000, ce pôle est rebaptisé Vivendi Universal à la suite de sa fusion avec Canal+ et Seagram[16].
- Vivendi Environnement : pôle environnement comprenant notamment la Générale des Eaux, Dalkia, CGIS (immobilier) et SGE avec CBC, pour le BTP. Vivendi fait l’acquisition pour 6,2 milliards de dollars en mars 1999 d'US Filter, un géant du traitement de l’eau aux États-Unis qui est revendu à Siemens en 2004 avec une moins-value d'environ 3,5 milliards d'euros, selon le magazine Capital[16],[20].

Le désengagement des activités traditionnelles du groupe se poursuit : en mai 1998, Vivendi cède sa participation de 25 % dans JCDecaux. L'année suivante, il vend SGE, son pôle de construction, qui sera à l'origine de Vinci, et CGIS. La Générale de santé et la Générale de restauration sont également cédées. Vivendi Environnement est introduit en bourse en juillet 2000, Vivendi conservant plus de 70 % du capital. À partir de 2002, faisant face à des difficultés financières, le groupe Vivendi se désengage progressivement de Vivendi Environnement. Le désengagement complet est achevé en juillet 2006.

### Veolia
En 2003, Vivendi Environnement est renommé Veolia Environnement. En 2005, les filiales de Veolia Environnement - Veolia Water (eau), Onyx (propreté), Dalkia (services énergétiques), Connex (transport) - sont réunies sous la marque Veolia. Le désengagement complet est achevé en juillet 2006. Veolia est recentrée sur l'eau et les services aux collectivités. Elle est redevenue rentable. En 2005, le nom « Veolia Environnement » est utilisé pour toutes les divisions du Groupe (eau, propreté, services énergétiques et transport) et un nouveau logo est créé.
Depuis 2005, Veolia Transport gère six entreprises partenaires du réseau Eurolines. Lancée en 2009, finalisée en mars 2011, la fusion de Veolia Transport et Transdev a alors pour objectif de donner naissance au premier opérateur privé mondial de transport public,. Cependant, le 6 décembre 2011, Veolia Environnement en difficulté financière annonce son intention de céder ses activités dans les transports publics. En octobre 2013, la Caisse des dépôts reprend le contrôle exclusif de Veolia Transdev qui devient alors Transdev.

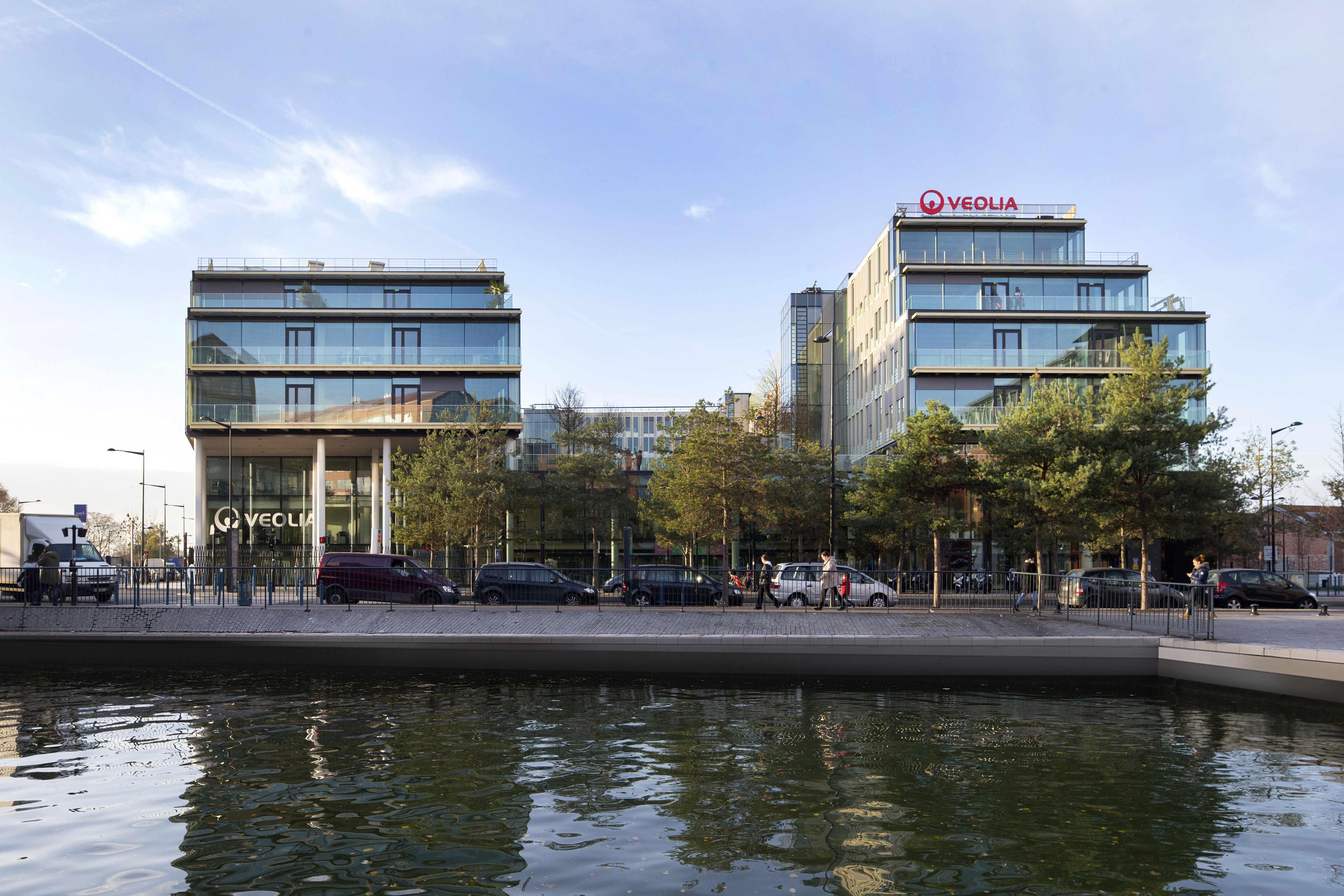
Siège de Veolia à Aubervilliers, France.

En mai 2011, Veolia annonce la construction d'un nouveau siège regroupant plusieurs de ses implantations franciliennes à Aubervilliers, à proximité de la porte d'Aubervilliers dans le quartier du Millénaire. Destiné à recevoir 4 000 personnes, dont son département de recherche, le site doit ouvrir en 2016. En 2012, le groupe lance un grand plan de restructuration : un Veolia par pays pour un seul siège international. L’activité de l’entreprise est recentrée sur les marchés à gros volumes et plus grosse valeur ajoutée (pollutions difficiles à traiter, l’économie circulaire, plus de groupes industriels comme clients, etc.). Veolia Environnement devient officiellement Veolia. En 2014, EDF reprend les activités de Dalkia en France tandis que Veolia reprend à 100 % les activités de Dalkia à l'étranger.
En février 2016, Veolia rachète l’américain Kurion, spécialisé dans les techniques d’assainissement des résidus faiblements radioactifs, pour 350 millions de dollars. L'acquisition complète le savoir-faire d’Asteralis, sa filiale spécialisée dans la caractérisation des déchets et l’évaluation des installations nucléaires. Cet investissement constitue la première acquisition de taille moyenne du plan 2016-2018. Un cycle qui, outre l’accélération de la croissance, vise à poursuivre l’effort drastique d’économies. En mai 2016, Veolia annonce la création à Hong Kong de la plus grande usine de traitement des boues d’épuration au monde. En juin 2016, Veolia annonce l'acquisition pour 325 millions de dollars des activités dédiées à l'acide sulfurique de l'entreprise Chemours, issue de la scission des activités de chimie de spécialité de DuPont. Le mois suivant, Veolia continue ses acquisitions et acquiert la centrale de Szakoly, cinquième plus grande installation de production d’électricité de Hongrie à partir de biomasse et contribue au développement des énergies renouvelables dans le pays. En 2017, Veolia obtient la concession de 5,4km de la plage de la Baule pour assurer son entretien et son exploitation commerciale.
En juillet 2019, Veolia vend ses réseaux de chaleur et de froid aux États-Unis pour 1,25 milliard de dollars à un fonds d'investissement français. En décembre 2019, Veolia, à travers sa filiale Veolia Nuclear Solutions, et l’électricien EDF annoncent la création de Graphitech, une entreprise chargée du démantèlement de réacteurs nucléaires de technologie graphite. Début avril 2020, en pleine épidémie de Covid-19, Véolia suspend ses prévisions pour l'année et annonce une division par deux du montant des dividendes pour ses actionnaires,.
Peu après la mise en place du modèle de l’entreprise à mission dans la loi Pacte, Veolia s’inscrit dans cette formalisation de la RSE et se dote d’une raison d’être : « Contribuer au progrès humain, en s’inscrivant résolument dans les objectifs de développement durable définis par l’ONU »,,,.
En octobre 2023, Veolia signe un contrat d'une valeur de plus de 2 milliards d'euros avec le département de protection de l'environnement (EPD) du gouvernement de Hong Kong. Ce contrat concerne la conception, la construction et l'exploitation de l'extension du site de valorisation des ressources West New Territories (WENT), situé à Nim Wan, à Hong Kong.

### Fusion Veolia-Suez
Le 30 août 2020, Veolia soumet une offre auprès d'Engie pour racheter 29,9 % des actions de Suez pour la somme de 2,9 milliards d'euros, et proposer par la suite une offre publique de rachat de Suez pour le reste des actions. En octobre 2020, Veolia acquiert la participation de 29,9 % d'Engie, pour 3,4 milliards d'euros, après de nombreuses tractations politiques, qui voient notamment l'État, actionnaire minoritaire d'Engie, s'opposer à cette vente. En avril 2021, Veolia et Suez publient un communiqué commun affirmant avoir trouvé un terrain d'accord pour que Veolia absorbe une large partie des activités internationales de Suez, ce qui devrait porter la valorisation de Veolia à 37 milliards d'euros,. Cette opération valorise Suez à 13 milliards d'euros. Cet accord annule la vente des activités australiennes de Suez à Cleanaway et annule la mise en place d'une fondation comme actionnaire des activités françaises de Suez. Un accord de rapprochement est signé en mai 2021 pour concrétiser la fusion des deux groupes. En décembre 2021, l'OPA est validée par l'autorité de la concurrence européenne, puis Veolia annonce début 2022 son intention d'acquérir 100% de Suez.

### 2022: nouvel ensemble Veolia
En février 2022, Veolia et TotalEnergies signent un accord pour valoriser, dans plus de 15 pays, le biométhane issu des centres de traitement de déchets et d'eaux usées de Veolia.
En août 2022, Veolia annonce vendre les activités britanniques provenant de l'acquisition Suez, contraint par les autorités britanniques de la concurrence, à Macquarie Asset Management, pour 2,4 milliards d'euros. En septembre 2022, Suez annonce acquérir son ancienne filiale britannique spécialisée dans les déchets à Veolia pour un montant de 2,3 milliards d'euros, préemptant la vente qui a été conclue entre Veolia et le fonds Macquarie Asset Management.
En mars 2024, Veolia annonce la vente de sa filiale, Sade, spécialisée dans la construction de canalisations au groupe NGE pour 260 millions d'euros.
En mai 2025, Veolia annonce acquérir la participation de 30 % qu'il ne détient pas dans Veolia Water Technologies & Solutions pour 1,5 milliard d'euros.

## Activité
Le groupe intervient dans les secteurs de l'eau, de l'énergie et des déchets. Il est présent sur les cinq continents et compte 215 000 salariés. En 2024, le groupe Veolia comptait 111 millions d'usagers pour ses services de fourniture d'eau potable et 98 millions pour l'assainissement. Il déclare avoir produit près de 42 térawattheures et valorisé 65 millions de tonnes de déchets. Son chiffre d'affaires consolidé est de 44,7 milliards d’euros pour un résultat net de 1 335 millions d’euros,. La société est cotée à la bourse de Paris sous l'indice VIE.

## Gouvernance

### Présidence
- Depuis décembre 2010 : Antoine Frérot
- 2003-2010 : Henri Proglio

### Conseil d'administration
Au 25 avril 2024 :
- Président : Antoine Frérot
- Estelle Brachlianoff, directrice générale Veolia
- Olivier Andriès, directeur général de Safran
- Maryse Aulagnon, présidente-directrice générale de MAB Finances - Finestate
- Véronique Bédague, présidente-directrice générale de Nexity
- Philippe Brassac, administrateur indépendant
- Arnaud Caudoux, administrateur indépendant
- Pierre-André de Chalendar, président de la compagnie de Saint-Gobain
- Isabelle Courville, présidente du conseil d'administration de Canadian Pacific Railway (Canada)
- Franck Le Roux, représentant les salariés ; chargé de mission protection sociale
- Julia Marton-Lefèvre, administratrice indépendante
- Agata Mazurek-Bąk, représentant les salariés actionnaires ; directrice des ressources humaines de la zone Europe centrale et orientale et de Veolia Polska ;
- Pavel Páša, représentant les salariés, spécialiste santé et sécurité au sein de la société tchèque Veolia Česka Republika, a.sVE
- Elena Salgado, administratrice indépendante
- Guillaume Texier, Directeur général de Rexel
- Enric Amiguet i Rovira, censeur

## Principaux actionnaires
Au 31 décembre 2024 :
| Actionnaires individuels            | 10,4 % |
| Salariés                            | 8,9 %  |
| BlackRock                           | 5,9 %  |
| Amundi                              | 5,8 %  |
| Caisse des dépôts CNP               | 4,7 %  |
| Vanguard                            | 3,4 %  |
| Impax Asset Management              | 2,9 %  |
| BPCE                                | 2,1 %  |
| State Street                        | 2,0 %  |
| Pictet                              | 1,9 %  |
| Norges                              | 1,7 %  |
| Autocontrôle                        | 1,4 %  |
| Autres actionnaires institutionnels | 48,9 % |

## Données financières
| [ 64 ]                                           | 2016   | 2017   | 2018   | 2019   | 2020   | 2021   | 2022   | 2023   | 2024   |
| Chiffre d'affaires consolidé en millions d'euros | 24 390 | 25 125 | 25 911 | 26 873 | 26 010 | 28 508 | 42 885 | 45 351 | 44 692 |
| Résultat d'exploitation en millions d'euros      | 1 384  | 1 519  | 1 604  | 1 683  |        |        |        |        |        |
| Résultat net en millions d'euros                 | 382    | 402    | 439    | 801    | 415    | 896    | 1 162  | 1 335  | 1 530  |
| Dette en millions d'euros                        | 7 403  | 7 841  | 9 406  | 10 244 | 13 217 | 9 532  | 18 138 | 17 903 | 17 819 |

## Actions et communication

### Fondation Veolia
La fondation Veolia est créée en mai 2004 pour lutter contre l'exclusion et pour la protection de l'environnement.[réf. souhaitée]

### Lobbying

#### Assemblée nationale
L'entreprise Veolia est inscrite comme représentant d'intérêts auprès de l'Assemblée nationale. Elle déclare à ce titre qu'en 2014, les coûts annuels liés aux activités directes de représentation d'intérêts auprès du Parlement sont compris entre 150 000 et 200 000 euros.

#### Union européenne
Veolia est inscrite depuis 2009 au registre de transparence des représentants d'intérêts auprès de la Commission européenne. Elle déclare en 2016 pour cette activité 7 collaborateurs à temps plein et des dépenses d'un montant compris entre 800 000 et 900 000 euros.

#### États-Unis
Selon le Center for Responsive Politics, les dépenses de lobbying de Veolia aux États-Unis s'élèvent en 2015 à 150 000 dollars.

### Sponsoring

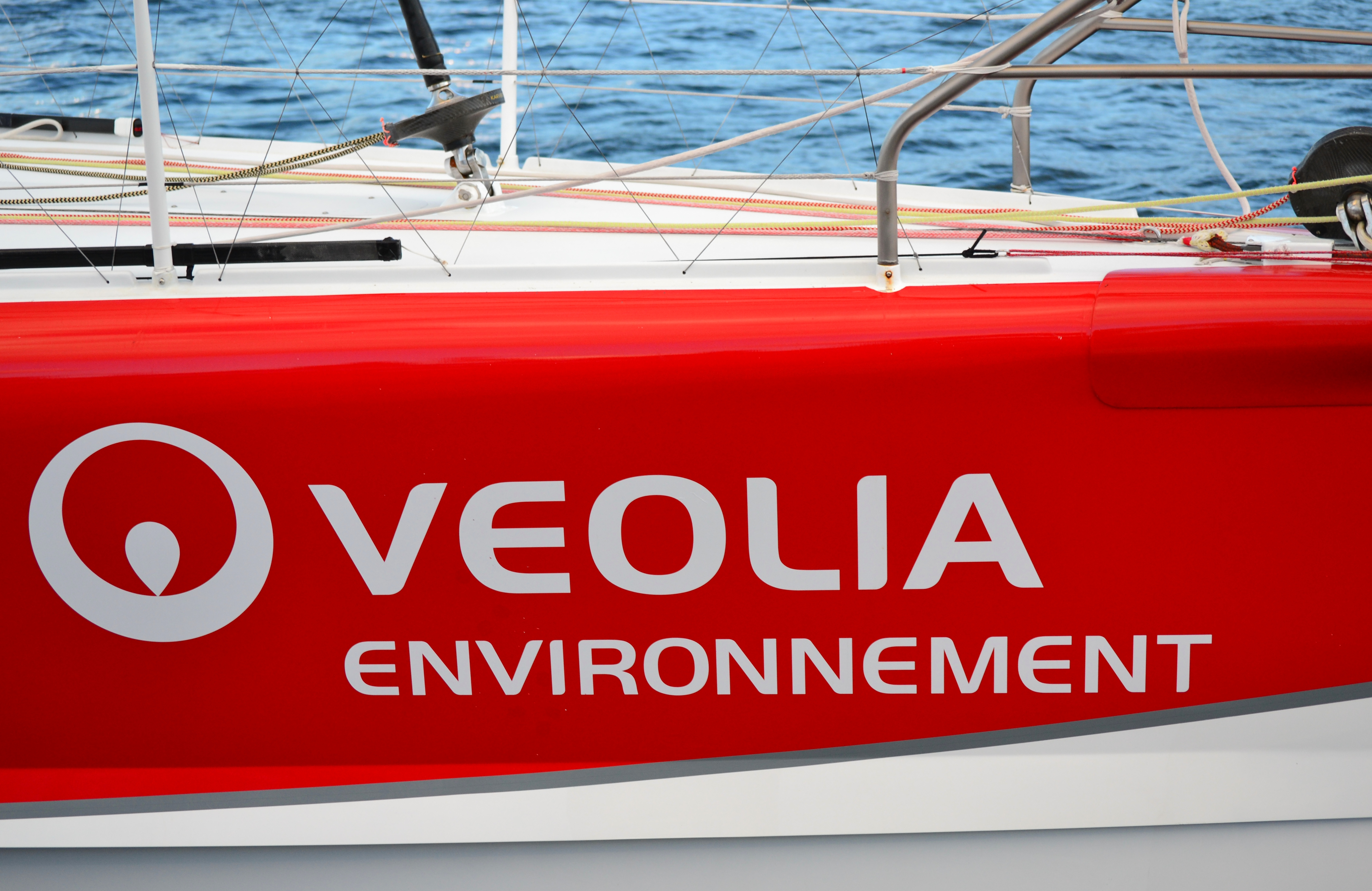
Le sigle Veolia environnement sur le 60 pieds IMOCA de Roland Jourdain au départ de la Route du Rhum 2010.

Depuis 2004, Veolia environnement sponsorisait le navigateur français Roland Jourdain. Celui-ci représentait Veolia environnement sur les circuits IMOCA et Extreme 40.
Le 10 février 2012, Veolia Environnement rompt son sponsoring à la surprise générale. Roland Jourdain se retrouve sans bateau ni financement à quelques mois de la première course du Multi One Championship, la Krys Ocean Race.
En 2020, le groupe sponsorise le Trophée Veolia, un mini-championnat de football opposant l'Olympique lyonnais, l'OGC Nice, le Celtic FC et le Rangers FC.

## Controverses

### Financement illégal des partis politiques
Les années 1990 voient la multiplication des affaires judiciaires, en lien avec le financement des partis politiques. En juillet 1996, le président Dejouany bénéficie d'un non-lieu après avoir été mis en examen pour corruption active dans le cadre de la distribution d'eau pour Saint-Denis de la Réunion puis, lors du procès qui se déroule à l'automne 1996, deux de ses adjoints, Jean-Pierre Tardieu et Jean-Dominique Deschamps, reconnaissent s'être entendus avec la municipalité de Gilbert Annette (apparenté PS) en échange d'une commission de quatre millions de francs et sont condamnés. Toujours en 1996, la CGE est soupçonnée d'avoir financé le Gifco, un bureau d'études proche du PC, via une filiale de celui-ci, la Sicopar. Plusieurs millions de francs auraient ainsi servi à remporter des marchés publics auprès d'élus de gauche. En novembre 1997, Régis Calmels, alors dirigeant régional de la Méditerranéenne des Eaux, une filiale de la CGE basée à Sainte-Maxime, est mis en examen pour association de malfaiteurs. Sa condamnation en appel est censurée par la Cour de cassation. Le procès de Bernard Forterre, alors numéro 3 du groupe et mis en cause pour corruption présumée dans l'affaire de la chaufferie de La Défense entre 1999 et 2001, est annulé en 2021, en raison de l'âge des accusés et du délai non raisonnable entre les faits et le procès. Annulation cassée en novembre 2022. Dans son arrêt, la Cour de cassation a estimé que "ne pas être jugé dans un délai raisonnable ne porte pas, en soi, atteinte aux droits de la défense".

### Israël
Dans l'affaire du Tramway de Jérusalem, Veolia est assigné en justice pour violation du droit international en 2007 par l'Association France Palestine Solidarité et l'Organisation de Libération de la Palestine. À la suite du rejet de leurs demandes par la Cour de Versailles, une campagne de boycott est lancée en 2008 contre Veolia. Veolia est innocenté en première instance, décision confirmée par la cour d'appel qui rejette l'intégralité des arguments des plaignants. Veolia se retire en 2015 du consortium Citypass qui menait ce projet de tramway,.

### Conflit d'intérêts au Luxembourg
Fin 2014, Veolia signe un contrat avec la société Olky Payment Service Provider, basée au Luxembourg, et lui confie la gestion de la facturation de la plupart de ses services d'eau en France pour sept années. En 2015, deux hauts responsables de la Branche Veolia Eau, Philippe Malterre et Jean-Philippe Franchi, signataires au nom de Veolia du contrat avec Olky Payment, en deviennent actionnaires, œuvrant ainsi à leur propre profit au détriment de Veolia. Selon Mediapart qui révèle cette affaire le 24 novembre 2016, « Ils espéraient revendre par la suite cette société 200 millions d’euros au minimum. À Veolia de préférence ». Le groupe Veolia déclare lancer un audit interne et les syndicats FO, CFDT et CGT prévoient de se constituer partie civile. L'association Anticor, la Fondation France Libertés et le syndicat FO ont déposé plainte, le 19 décembre 2016, au Parquet national financier.

### Rôle de Véolia à Flint (Michigan)
En 2014, Véolia est accusée de négligence par la ville américaine de Flint au Michigan (USA) à la suite de la contamination de l'eau par du plomb, ce que l'entreprise conteste. En 2020, des révélations du quotidien britannique The Guardian font état d'échanges de courriels entre des cadres supérieurs de Veolia qui connaissaient le risque d'empoisonnement que couraient les résidents du Michigan,.

### Milan
Marco Schiavio, dirigeant de Passavant, entreprise milanaise de traitement de l’eau, porte plainte le 12 janvier 2018 auprès du parquet national financier contre OTV, une filiale de Veolia, pour avoir tenté de le dissuader de déposer un recours devant le tribunal administratif d'annulation du marché de refonte de l'usine de Clichy-la-Garenne (Hauts-de-Seine) qu'OTV avait remporté le 11 février 2005,.

### Gabon
En 2018, le gouvernement gabonais, à la suite de la résiliation du contrat de distribution de l'eau et de l'électricité dans le pays, accuse Véolia de pollution car les sites anciennement exploités par la compagnie auraient subi de nombreux dégâts environnementaux, ce que Véolia récuse.

### Affaire Lydec au Maroc
En octobre 2023, plusieurs médias révèlent que Véolia est mis sous pression par le Maroc à cause d'un retard de cession de la filiale de la Lyonnaise des eaux de Casablanca, la Lydec. En effet, après le rachat de Suez, Veolia s'était engagé à céder la Lydec avant fin 2022 au « nouveau Suez » – détenu par le fonds Meridiam, l’américain Global Infrastructure Partners et la Caisse des dépôts, dont sa filiale CNP Assurances. Seulement, Véolia ne parvient pas à obtenir les autorisations administratives pour réussir sa vente et le Conseil de la concurrence marocain le presse de réussir sa vente dans un délai de 2 à 3 mois à partir de novembre 2023. En attendant de réussir enfin la cession, Veolia aura une amende à payer, infligée par le régulateur.